# Centrarthra fulvitincta
Centrarthra fulvitincta là một loài bướm đêm trong họ Noctuidae.